# Mitracarpus filipes
Mitracarpus filipes är en måreväxtart som beskrevs av Huber. Mitracarpus filipes ingår i släktet Mitracarpus och familjen måreväxter. Inga underarter finns listade i Catalogue of Life.